# Tyrannochthonius cavicola
Tyrannochthonius cavicola är en spindeldjursart som först beskrevs av Max Beier 1967.  Tyrannochthonius cavicola ingår i släktet Tyrannochthonius, och familjen käkklokrypare. Inga underarter finns listade.